# 사비니인
사비니인(라틴어: Sabini; 고대 그리스어: Σαβῖνοι 사비노이[*], 이탈리아어: Sabini)은 고대 이탈리아의 아펜니노산맥 중부 지역에 살았던 이탈리아족이며, 로마 건국 이전에는 안니오강 북쪽 라티움에도 거주했었다.
사비니인들은 로마의 전설에서 전해진 바에 의하면 로마 건국 이후에 두 집단으로 나뉘었다. 그럼에도 사비니인들의 이 분열 자체는 전설은 아니었다. 로마 근처에 있던 집단은 새롭게 건설된 로마라는 도시로 이주했고 기존에 있던 로마 시민들과 융합하여, 사비니인에서 기원했으나 또한 라틴화가 이뤄진, 새로운 유산을 발생시켰다. 다른 집단은 산악 부족 국가로 남았고, 자주권을 두고 다른 모든 이탈리아족계 부족들과 같이 로마와 결국에 전쟁으로 이어졌다. 전쟁에서 진 후로는 로마 공화국으로 흡수되었다.

## 언어
사비니인들의 언어에 대한 기록은 거의 존재하지 않으나, 고대 주해자들이 남긴 일부 주해들이 존재하며, 하나 혹은 두 개의 비문들이 잠정적으로 사비니어로 쓰였다고 여겨진다. 또한 사비니인들의 지역에서 나온 라틴어로 된 비문들에 사용된 사비니식 인명들이 존재하긴 하지만 라틴어 형태로 나타나 있다. 로버트 시무어 컨웨이는 그의 저서 Italic Dialects에서, 사비니어로 분명히 증명된 것에서부터 사비니어에서 기원했을 가능성이 있는 것까지 다양한 약 100개의 단어들을 제시했다. 이 외에도, 그는 사비니어에서 전래한 지명을 제시했고, 때로는 사비니어 형태로 복원하려는 시도도 하였다. 모든 증거들을 근거로 하여, 링귀스트 리스트는 사비니어를 인도유럽어족의 갈래인 이탈리아어파의 움브리아어 계열로 잠정적으로 분류하였다.

## 역사지리학
라틴어 화자들은 오늘날 움브리아주, 라치오주, 아브루초주에 걸쳐 있었던 사비니인들의 본거지를 사비눔 (Sabinum)이라 불렀다. 오늘날에 있어, 사비나라는 이탈리아어 형태에 이 옛 이탈리아족의 이름이 남아있다. 오늘날 라치오주 (또는 라티움)내에 속하는 사비나는 리에티 일대인 로마의 북동쪽에 위치한 하위 지역을 구성한다.

## 기원

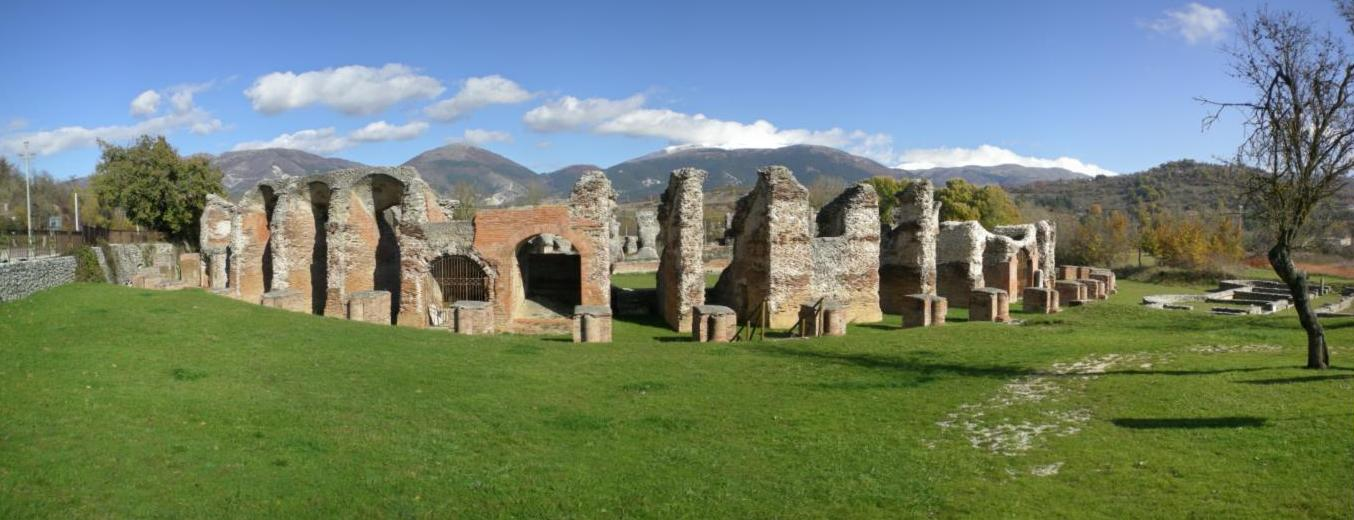
사비니족이 세운 고대 도시 아미테르눔(Amiternum)

### 문헌적 증거
할리카르나소스의 디오니소스에 의하면, 많은 로마 역사가들 (포리쿠스 카토, 가이우스 셈프로니우스를 포함)은 토착 로마인들의 기원이 그리스인이라 생각했다고 전했지만, 이러한 그들의 지식은 그리스의 전설상의 기록들에서 전래한 것이었다.
디오니시오스는 아보리기네스족의 모도시를 리스타 (Lista)라고 생각했다. 고대 역사가들은 사비니인들의 정확한 기원에 대해서 논쟁했었다. 트로에젠의 제노도토스는 사비니인들이 본래는 펠라스기인들에게 리에티 지역에서 밀려난 뒤에 이름을 바꾼 움브리아인들이라 주장하였다. 하지만, 포르키우스 카토는 사비니인들이 산쿠스 [Sancus, 이따금식 유피테르 피디우스 (Jupiter Fidius)라고 불리던 이 지역의 신]의 아들인 사부스 (Sabus)의 이름에서 붙여진 집단이라 주장하였다. 디오니소스의 저서에 언급된 다른 기록들에선, 라케다이몬인 집단이 리쿠르고스의 규칙들이 너무나 강압적이라 여겨 스파르타를 떠났다고 전한다. 이탈리아에서, 이들은 포로니아 (Foronia, 포멘티네 평야 인근)라는 스파르타 식민지를 세웠고 포로니아의 일부가 사비니인들로 정착했다고 한다. 이 기록에 따르면, 투쟁적 (적극적이구나 호전적인 성향)이고 검소한 (낭비하지 않으려는 신중성) 사비니인들의 습성들은 스파르타인들한테서 전래된 것으로 알려져있다. 플루타르코스 역시도 누마 폼필리우스의 생애에서, "사비니인들, 라케다이몬의 식민지라 자처하는 자들"라고 언급한다. 플루타르코스는 올림픽 풋 레이스 우승자였던 스파르타의 피타고라스가 누마가 로마 정부를 조성하는 것을 돕고 많은 스파르타 관습들이 누마와 로마인들에게 도입되도록 했다고 가록했다.

## 로마에서

### 사비니 여인들에 관한 전설

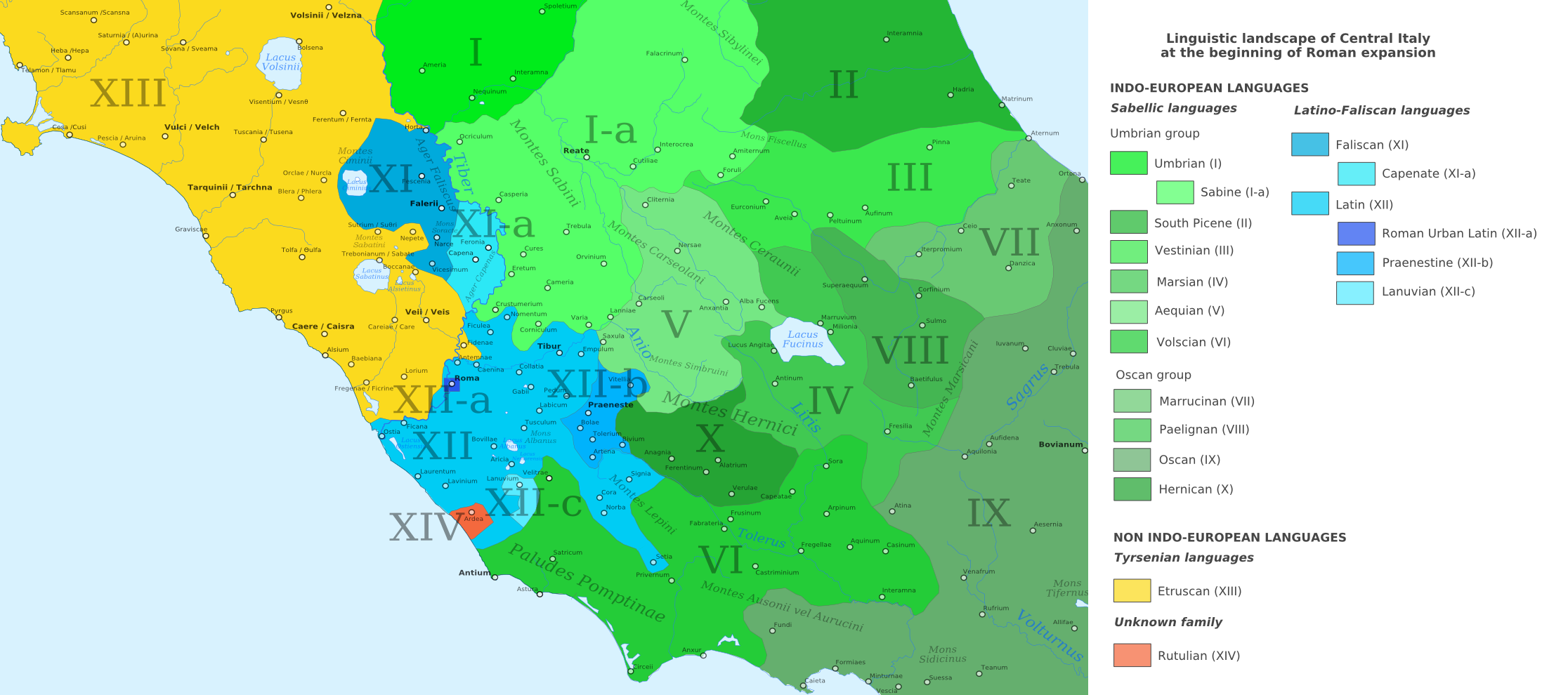
로마의 팽창 시작 시점의 중부 이탈리아의 언어 지도

전설에 의하면 로마인들은 새롭게 세워진 로마의 인구 부양을 위해 사비니 여성들을 납치했다고 한다. 이 결과로 인한 전쟁은 사비니 여성들이 자신들의 몸과 아이들을 자신들의 아버지의 군대와 남편들의 군대 사이에 내던지고나서야 끝이 났다. 사비니 여성의 납치는 예술에서 흔한 소재가 되었으며, 전쟁을 끝내는 여성들은 그렇게 잦지는 않지만 여전히 다시 등장하는 소재이다.
리비우스에 따르면, 분쟁이 끝나고, 사비니인들과 로마인들의 나라가 합쳐졌고, 사비니족의 왕 티투스 타티우스는 그가 5년 뒤에 사망할 때까지 로물루스와 공동으로 로마를 다스렸다고 한다. 사비니족의 왕 타티우스의 이름을 딴 이들을 포함하여, 새로운 삼백명의 에퀴테스들이 로마에 받아들여졌다고 한다.
이 이야기의 변형 형태가 위서 세페르 하야샤르에 기록되기도 하였다 (참조 Jasher 17:1–15).

### 전승
전승에서는 초기 로마 왕정 시대의 인구가 사비니인들과 다른 민족들의 결합의 결과라고 제시한다. 코그노멘 혹은 아그노멘으로서 사비누스 (Sabinus)를 가졌던 클라우디아 씨족처럼, 로마 공화정 시기의 씨족 일부는 자신들의 사비니 혈통을 자랑스러워 했다. 특히나 세모 산쿠스, 퀴리누스 등 일부 사비니의 신들과 종교들이 로마에 알려지게 되었고, 최소한 로마의 한 지역, 사비니족의 신들이 배치된 신전이 있는 퀴리날레는 한때 사비니족의 중심지였다. 꿈을 통한 조점술, 점복 및 미네르바와 마르스에 대한 숭배가 사비니인들한테 비롯했다는 바로와 키케로의 터무니없는 주장들은 이런 행동들이 로마와 사비니의 두 번째 왕인 누마 폼필리우스가 신봉하던 것들이긴 하지만, 일반적으로 이탈리아족과 라틴족의 관습일뿐만 아니라 에트루리아의 관습이기 때문에, 논쟁의 여지가 있다.

### 종교
- 디우스 피디우스
- 페로니아
- 옵스
- 퀴리누스
- 사부스
- 산쿠스
- 소라누스
- 바쿠나
- 바로의 사비니 신 목록
- 플로라

## 국가
고대 로마의 팽창 기간에, 사비니인들과 일련의 분쟁들이 있었다. 마니우스 쿠리우스 덴타투스는 기원전 290년에 사비니인들을 정복했다. 선거권을 제외한 시민권이 같은 해에 사비니인들에게 주어졌다. 선거권은  기원전 268년에 사비니인들에게 주어졌다.

## 저명한 사비니인

### 사비니 기원 씨족
- 아이밀리아 씨족 – 파트리키
- 아우렐리아 씨족
- 칼푸르니아 씨족
- 칼비시아 씨족
- 클라우디아 씨족 – 파트리키
- 쿠르티아 씨족 – 파트리키
- 플라비아 씨족
- 리가리아 씨족
- 마르키아 씨족 – 파트리키
- 미나티아 씨족
- 오피아 씨족 – 파트리키
- 옵시아 씨족
- 오스토리아 씨족
- 판툴레이아 씨족
- 페트로니아 씨족
- 피나리아 씨족
- 폼필리아 씨족
- 폼포니아 씨족
- 포파이아 씨족
- 퀴리니아 씨족
- 라니아 씨족
- 루벨리아 씨족
- 사비니아 씨족
- 사피니아 씨족
- 살루스티아 씨족
- 사투리아 씨족
- 세르토리아 씨족
- 시키니아 씨족
- 타르페이아 씨족 – 파트리키
- 티네이아 씨족
- 티티아 씨족
- 발레리아 씨족 – 파트리키

### 사비니 혈통 로마인
- 티투스 타티우스 - 전설상의 사비니 왕
- 누마 폼필리우스 - 전설상의 로마 왕
- 안쿠스 마르키우스 - 전설상의 로마 왕
- 퀸투스 세르토리우스 - 공화정 시기 장군
- 아티우스 클라우수스 - 로마의 클라우디아 씨족 시조
- 가이우스 살루스티우스 크리스푸스 - 로마 저술가
- 마르쿠스 테렌티우스 바로 - 로마 학자
- 베스파시아누스 - 로마 황제 및 플라비우스 왕조의 시조

## 같이 보기
- 이탈리아의 고대 민족
- 호스투스 호스틸리우스

## 참고 자료

### 고대
- 오비디우스, 행사력 (Book III, 167–258)
- 오비디우스, 사랑의 기교 (Book I, 102)
- 리비우스, 로마사 (Book I, 9–14)
- 키케로, 국가론 (Book II, 12–14)
- 플루타르코스, 플루타르코스 영웅전 (로물루스전, 14–20)
- 유베날리스, 풍자 (Book III, 81–85)

### 현대
- Donaldson, John William (1860). 〈Chapter IV: The Sabello-Oscan Language〉. 《Varronianus: a critical and historical introduction to the ethnography of ancient Italy and the philological study of the Latin language》. London: John W. Parker and Son.

## 추가 서적 자료
- Brown, Robert. "Livy's Sabine Women and the Ideal of Concordia." Transactions of the American Philological Association 125 (1995): 291-319. doi:10.2307/284357.
- MacLachlan, Bonnie. Women In Ancient Rome: A Sourcebook. London: Bloomsbury Academic, 2013.